# Amanipodagrion gilliesi
Amanipodagrion gilliesi – gatunek ważki, jedyny przedstawiciel rodzaju Amanipodagrion i rodziny Amanipodagrionidae. Stwierdzony jedynie we wschodniej części gór Usambara w północno-wschodniej Tanzanii.

## Systematyka
Gatunek i rodzaj opisał Elliot Pinhey w 1962 roku. Holotyp i paratyp to dwa samce, które odłowił dr M.T. Gillies w Amani w Tanzanii w maju 1959 roku. Paratyp był uszkodzony – nie posiadał głowy. Nazwa rodzajowa pochodzi od miejsca typowego, a nazwa gatunkowa upamiętnia M.T. Gilliesa.
Rodzaj Amanipodagrion zaliczany był do szeroko wówczas definiowanej rodziny Megapodagrionidae. W 2013 roku Dijkstra et al. w oparciu o badania filogenetyczne wydzielili ten rodzaj z Megapodagrionidae jako „Incertae sedis group 2” w obrębie nadrodziny Calopterygoidea. W 2021 roku Dijkstra i Ware utworzyli dla niego osobną, monotypową rodzinę Amanipodagrionidae.